# Епархия Берхампура
Епархия Берхампура (лат. Dioecesis Berhampurensis) — епархия Римско-католической церкви c центром в городе Берхампур, Индия. Епархия Берхампура входит в митрополию Каттака — Бхубанешвара. Кафедральным собором епархии Берхампура является церковь Пресвятой Девы Марии.

## История
24 января 1974 года Папа Римский Павел VI издал буллу Verba Iesu Christi, которой учредил епархию Берхампура, выделив её из епархий Каттака (сегодня — архиепархия Каттака — Бхубанешвара) и Вишакхапатнама (сегодня — архиепархия Вишакхапатнама).

## Ординарии епархии
- епископ Thomas Thiruthalil (24.01.1974 — 18.12.1989) — назначен епископом Баласора;
- епископ Joseph Das (3.05.1993 — 27.11.2006);
- епископ Sarat Chandra Nayak (27.11.2006 — по настоящее время).

## Источник
- Annuario Pontificio, Ватикан, 2007.
- Булла Verba Iesu Christi, AAS 66 (1974), стр. 371 (лат.)